# Томас Зюдхоф
Томас Кристиан Зюдхоф (на немски: Thomas Christian Südhof) е германско-американски биохимик.

## Биография
Роден е на 22 декември 1955 година в Гьотинген. Завършва медицина в Гьотингенския университет, където през 1982 година защитава и докторат. След това заминава за Съединените щати, където преминава карирета му, главно в Тексаския университет и Медицинския институт „Хауърд Хюз“. През 2013 година получава Нобелова награда за физиология или медицина, заедно с Джеймс Ротман и Ранди Шекман, за открития от тях механизъм, регулиращ преноса през секреторните мехурчета в клетките.